# Bergeijk
Bergeijk – gmina w południowej Holandii, w prowincji Brabancja Północna, w odległości 20 km na południe od Eindhoven i 12 km od Valkenswaard. 
Obejmuje sześć wsi: Bergeijk, będące siedzibą administracyjną, Loo, Luyksgestel, Riethoven, Weebosch i Westerhoven oraz 18 przysiółków: Boshoven, Boscheind, Braambosch, Broekhoven, De Aa, De Rund, Eind, Heiereind, Hooge Berkt, Lage Berkt, Loveren, Muggenhool, Rijt, Sengelsbroek, Spaanrijt, Voort, Walik, Witrijt.
Według danych na 1 stycznia 2013 roku gminę zamieszkiwało ok. 18,2 tys. mieszkańców.